# Sinularia rigida
Sinularia rigida är en korallart som beskrevs av James Dwight Dana 1846. Sinularia rigida ingår i släktet Sinularia och familjen läderkoraller. Inga underarter finns listade i Catalogue of Life.